# 毛巣洞
毛巣洞（もうそうどう、もうそとう）は、毛巣洞炎、毛巣嚢（もうそうのう）、毛巣嚢胞（もうそうのうほう）、毛巣瘻（もうそうろう）、毛巣病ともいう病気で、英語ではpilonidal disease(毛巣病)、pilonidal cyst(毛巣洞/嚢),pilonidal sinus(毛巣瘻)、hair granuloma などという。毛深い体質で若い男性に多く見られ、ジープに長時間乗る米軍兵士などに多く見られることから別名ジープ病(jeep disease)ともいう。しかしながら、稀にだが毛深くもない人にも見られることがある。この病気自体が稀でもあるので、一般にはあまり周知されてはいない。

## 症状
ふつうはお尻の仙骨部（尾底骨の正中部分、割れ目の上側）が圧迫されることによって、体毛が毛穴の中に入り込んで皮膚の内部で瘻孔(ろうこう、sinus)を形成し、炎症を起こす感染症である。皮膚の表面には嚢腫（袋状の腫瘍）が形成され、瘻管から膿が出ることが多い。腫瘍が形成されている間、本人は日常生活（椅子に座る等）が困難になるほどの痛みを伴う場合もあり、この腫瘍そのものは時間が経つと小さく、または破損し膿や血を出すが、また時間が経つと腫瘍が形成されるといったことを繰り返す場合も多い。

## 治療
肛門の上の部分なので、痔瘻と誤診されることがある。外科手術（毛巣洞根治術）は、患部を切開して瘻孔を完全に摘出し、縫合してガーゼで圧迫して、排膿させる。術後10日ほどで抜糸すれば2週間ほどで治ることが多いが、雑菌に感染したり、再発することもある。切開・排膿で治らない場合は、消毒しながら肉芽組織が盛り上がるのを促進し、1～2か月で治癒する。また再発率が高く、術後1年間で2～3割ほどの高確率で再発する可能性がある。再発後は、腫瘍形成前の比較的早い段階で発見が出来れば、簡単な外科手術で取り除くことが可能な場合もある。
なお、pilonidal disease/sinus は、病理的には耳前瘻孔と同様であり、顔面にもできることが知られている。